# Convocazioni al campionato sudamericano maschile di pallavolo 2023
Elenco dei giocatori convocate per il campionato sudamericano 2023.

## Argentina
| N° | Nome              | Ruolo | Data di nascita   | Squadra            |
| -- | ----------------- | ----- | ----------------- | ------------------ |
| -  | Marcelo Méndez    | All   | 20 giugno 1964    | Jastrzębski Węgiel |
| 1  | Matías Sánchez    | P     | 20 settembre 1996 | Ślepsk Suwałki     |
| 3  | Jan Martínez      | S     | 28 gennaio 1998   | Trefl Gdańsk       |
| 4  | Joaquín Gallego   | C     | 21 novembre 1996  | Sporting Lisbona   |
| 7  | Facundo Conte     | S     | 25 agosto 1989    | Ciudad             |
| 8  | Agustín Loser     | C     | 12 ottobre 1997   | Powervolley Milano |
| 9  | Santiago Danani   | L     | 12 dicembre 1995  | Warta Zawiercie    |
| 11 | Manuel Armoa      | S     | 1º dicembre 2002  | UPCN               |
| 12 | Bruno Lima        | O     | 4 febbraio 1996   | Al-Hilal           |
| 13 | Ezequiel Palacios | S     | 2 ottobre 1992    | Montpellier        |
| 15 | Luciano De Cecco  | P     | 2 giugno 1988     | Lube               |
| 16 | Pablo Kukartsev   | O     | 25 marzo 1993     | Roeselare          |
| 17 | Luciano Vicentín  | S     | 4 aprile 2000     | Friedrichshafen    |
| 18 | Martín Ramos      | C     | 26 agosto 1991    | Guaguas            |
| 22 | Nicolás Zerba     | C     | 13 giugno 1999    | Stal Nysa          |

## Brasile
| N° | Nome               | Ruolo | Data di nascita  | Squadra            |
| -- | ------------------ | ----- | ---------------- | ------------------ |
| -  | Renan Dal Zotto    | All   | 19 luglio 1960   | -                  |
| 1  | Bruno de Rezende   | P     | 2 luglio 1986    | Modena             |
| 4  | Otávio Pinto       | C     | 27 febbraio 1991 | Sada               |
| 6  | Adriano Cavalcante | S     | 6 febbraio 2002  | BVC                |
| 8  | Henrique Honorato  | S     | 18 marzo 1997    | Minas              |
| 9  | Yoandy Leal        | S     | 31 agosto 1988   | You Energy         |
| 14 | Fernando Kreling   | P     | 13 gennaio 1996  | Milano             |
| 15 | Maique Nascimento  | L     | 16 gennaio 1997  | Minas              |
| 16 | Lucas Saatkamp     | C     | 6 marzo 1986     | Sada               |
| 17 | Thales Hoss        | L     | 27 aprile 1989   | Chaumont           |
| 18 | Ricardo Lucarelli  | S     | 14 febbraio 1992 | You Energy         |
| 19 | Felipe Roque       | O     | 19 maggio 1997   | BVC                |
| 21 | Alan de Souza      | O     | 21 marzo 1994    | APAN               |
| 23 | Flávio Gualberto   | C     | 22 aprile 1993   | Sir Safety Perugia |
| 30 | Judson da Cunha    | C     | 5 dicembre 1998  | Suzano             |

## Cile
| N° | Nome                | Ruolo | Data di nascita  | Squadra          |
| -- | ------------------- | ----- | ---------------- | ---------------- |
| -  | Daniel Nejamkin     | All   | 29 gennaio 1960  | -                |
| 1  | Estebán Villarreal  | P     | 1º agosto 1997   | -                |
| 2  | Vicente Ibarra      | S     | 15 aprile 2001   | -                |
| 3  | Gabriel Araya       | C     | 1º giugno 1995   | Știința Bucarest |
| 4  | Tomás Parraguirre   | O     | 1º marzo 1991    | -                |
| 5  | Vicente Parraguirre | S     | 14 ottobre 1994  | Ciudad           |
| 6  | Tomás Gago          | C     | 11 giugno 1997   | Beauvais         |
| 7  | Rafael Albornoz     | S     | 12 novembre 1996 | Leganés          |
| 8  | Sebastián Albornoz  | P     | 17 giugno 1992   | -                |
| 9  | Dušan Bonačić       | S     | 19 luglio 1995   | M&G              |
| 10 | Vicente Mardones    | C     | 18 dicembre 1999 | -                |
| 11 | Matías Jadue        | S     | 17 luglio 2002   | La Rioja         |
| 16 | Vicente Valenzuela  | C     | 28 agosto 2001   | St. Thomas Morus |
| 17 | Jaime Bravo         | L     | 10 novembre 2001 | -                |
| 18 | Kaj Bonačić         | S     | 13 ottobre 2004  | Murano           |

## Colombia
| N° | Nome                | Ruolo | Data di nascita   | Squadra            |
| -- | ------------------- | ----- | ----------------- | ------------------ |
| -  | Jorge Schmidt       | All   | -                 | -                  |
| 1  | Roosvuelt Ramos     | L     | 20 gennaio 2003   | Valle del Cauca    |
| 2  | Andrés Piza         | S     | 8 marzo 1991      | Paralimni          |
| 3  | Juan Estupiñan      | C     | 24 novembre 2000  | -                  |
| 5  | Ronnie Mosquera     | O     | 29 gennaio 2003   | Narbonne           |
| 8  | Leandro Mejía       | C     | 8 novembre 1996   | Näfels             |
| 9  | Jharold Caicedo     | S     | 3 settembre 2001  | Caldas             |
| 10 | Gustavo Larrahondo  | O     | 13 marzo 1998     | Hapoel SVA Rehovot |
| 11 | Léiner Aponzá       | S     | 27 agosto 2001    | Jakarta Pertamina  |
| 12 | Daniel Medina       | S     | 10 settembre 2000 | Hapoel SVA Rehovot |
| 13 | Juan Camilo Ambuila | P     | 11 giugno 1992    | -                  |
| 18 | Samuel Jaramillo    | P     | 27 dicembre 2002  | -                  |
| 19 | Jorge Mesa          | P     | 20 novembre 1999  | Antioquia          |
| 23 | Daniel Aponzá       | C     | 27 agosto 2001    | Kamnik             |

## Perù
| N° | Nome               | Ruolo | Data di nascita   | Squadra            |
| -- | ------------------ | ----- | ----------------- | ------------------ |
| -  | Juan Carlos Gala   | All   | 22 agosto 1966    | Deportivo Géminis  |
| 1  | Daniel Urueña      | C     | 26 novembre 1997  | Chênois            |
| 2  | Paul Williams      | P     | 26 maggio 1995    | Vamos Peerless     |
| 3  | Benjamín Patrón    | C     | 25 ottobre 1995   | Regatas Lima       |
| 4  | Sebastián Blanco   | S     | 3 maggio 2001     | Junior Cesár       |
| 6  | Hiroshi La Torre   | P     | 9 maggio 2001     | Junior Cesár       |
| 7  | Eduardo Romay      | O     | 22 agosto 1995    | Kochi Blue Spikers |
| 8  | Maikel Jaramillo   | S     | 30 marzo 1999     | Regatas Lima       |
| 9  | Daniel Barbieri    | C     | 1º luglio 1999    | Regatas Lima       |
| 10 | Leonel Despaigne   | S     | 24 novembre 2004  | Vamos Peerless     |
| 11 | Marcelo Bustamante | P     | 8 novembre 2004   | -                  |
| 13 | Benny Bernaola     | C     | 1º novembre 1990  | Vamos Peerless     |
| 18 | Francis Mendoza    | O     | 18 settembre 1992 | Regatas Lima       |
| 23 | Bruno Seminario    | S     | 7 gennaio 2000    | Vamos Peerless     |
| 25 | Jassir Morón       | L     | 20 settembre 2003 | Junior Cesár       |